# أندرو سورمان
أندرو سورمان (بالإنجليزية: Andrew Surman)‏ (مواليد 20 أغسطس 1986 في جوهانسبورغ - جنوب أفريقيا) لاعب كرة قدم إنجليزي ذو أصول جنوب أفريقية يلعب حاليا لصالح نادي الدرجة الممتازة وولفرهامبتون واندررز الإنجليزي منذ 2009 في مركز الوسط المحوري . .

## روابط خارجية
- أندرو سورمان على موقع إي إس بي إن إف سي (الإنجليزية)
- أندرو سورمان على موقع قاعدة بيانات كرة القدم.إي يو (الإنجليزية)
- أندرو سورمان على موقع Soccerbase.com (لاعب) (الإنجليزية)
- أندرو سورمان على موقع Soccerway.com (الإنجليزية)
- أندرو سورمان على موقع عالم كرة القدم.نت (الإنجليزية)
- أندرو سورمان على موقع كووورة
- أندرو سورمان على موقع AS.com (الإسبانية)